# Patrick Radden Keefe
Patrick Radden Keefe es un periodista estadounidense y autor de reconocidos artículos y libros de periodismo narrativo.
En 2006 comenzó a colaborar con The New Yorker, revista de la que ha sido redactor. En 2013 recibió el premio National Magazine Award for Feature Writing por el artículo "A Loaded Gun" (The New Yorker, 2013). El artículo expone la vida de Amy Bishop, una profesora de la Universidad de Alabama que mató tres personas en un tiroteo.
Al año siguiente, 2014, publicó The hunt for El Chapo, otro artículo famoso donde narraba la captura del narcotraficante mexicano Joaquín Guzmán Loera.
Existen al menos cinco en castellano.

## Libros
Su obra más exitosa es No digas nada sobre el conflicto de Irlanda del Norte. A partir del asesinato sin resolver de una viuda con 10 hijos, el autor reconstruye 50 años de historia del IRA provisional y realiza una exposición de la psicología de víctimas, terroristas y paramilitares. El libro está minuciosamente documentado y se lee con la fluidez de una novela. El libro fue publicado originalmente a finales de 2018 con el título Say Nothing: A True Story of Murder and Memory in Northern Ireland. El libro venció el premio National Book Critics Circle Award de 2019 para libros de no ficción. Ha sido traducido al alemán, castellano, catalán, francés, italiano, neerlandés y sueco.
En Escuchas: Despachos del mundo secreto del espionaje global, Keefe describe el trabajo de las agencias de seguridad estadounidense sobre las comunicaciones entre individuos sospechosos de participar en terrorismo para determinar la probabilidad de eventuales futuros atentados.
Keefe trató en un artículo como la empresa farmacéutica fabricante de OxyContin contribuyó a una epidemia de adicción a los opioides en Estados Unidos. Ese artículo sirvió de base para la serie Painkiller (Medicina letal) estrenada en agosto de 2023. El autor ha publicado un libro más extenso sobre el mismo argumento que se ha traducido al castellano: El imperio del dolor.
En 2023, salió Maleantes, doce retratos de estafadores, asesinos, rebeldes e impostores de todo el mundo. En 2024, publicó en castellano Cabeza de serpiente, una investigación sobre la inmigración ilegal de chinos a Estados Unidos (traducción de su libro The Snakehead de 2009).